# Don Palmer
Donald Charles „Don“ Palmer (* 9. April 1939 in Sydney, Nova Scotia; † 17. Dezember 2021 in Toronto, Ontario) war ein kanadischer Jazzmusiker (Saxophone (Alt, Sopran), Flöte, auch Komposition) und Hochschullehrer.

## Leben und Wirken
Palmer spielte zunächst Klarinette in der Royal Canadian Artillery Band in Halifax, besuchte von 1956 bis 1959 das Maritime Conservatory of Performing Arts und spielte oft Altsaxophon im Jazzclub 777 Barrington Street in Halifax. Sein Interesse am Jazz führte ihn 1959 nach New York City; dort studierte er bei mehreren renommierten Musikern, darunter Lennie Tristano und Lee Konitz. Unter eigenem Namen legte er eine erste LP, Finger-Buster!!, vor; sie erschien 1962 auf dem Label Vernon Records. In New York war er in den frühen 1960er Jahren als Mitglied von Tanzbands unter der Leitung von Buddy Morrow, Les und Larry Elgart oder Claude Thornhill tätig. Als Solist trat er in den Latin-Orchestern von Machito, La Lupe, Julio Gutiérrez, Charlie Palmieri und Tito Puente auf, mit dem er durch Südamerika tourte. Beim Newport Jazz Festival 1974 gehörte er zur Band von Teo Macero; er spielte als Aushilfe im Thad Jones/Mel Lewis Orchestra und verdiente seinen Lebensunterhalt auch als Theatermusiker am  Broadway.
Nach seiner Rückkehr 1975 nach Sydney arbeitete Palmer als Artist in Residence am College of Cape Breton. 1978 wurde er Leiter des Jazzstudiengangs an der Dalhousie University, wo er Generationen von Studenten unterrichtete und die Jazzszene in Halifax förderte. Im Jahr 1986 wirkte Palmer auf dem Album Parade von Prince mit, und 1987 war er Mitbegründer des Atlantic Jazz Festivals – heute Halifax Jazz Festival – und wurde anschließend dessen künstlerischer Leiter.
Mit Konitz entstanden 1975 weitere Aufnahmen Palmers (Chicago ’N All That Jazz, auf dem Don Palmer neben Joe Farrell spielte), außerdem als Saxophonist und Flötist in Toronto und Halifax mit dem Pianisten Joe Sealy (Sailin’ Home), 1992 im Ensemble Upstream (Open Waters, u. a. mit Paul Cram) und 1995 in The Maritime Jazz Orchestra unter Leitung von Greg Carter (Who Are You). Des Weiteren war er als Studiomusiker tätig; so trug er zu Van McCoys Disco-Hit „The Hustle“ aus den 1970er Jahren bei.
In späteren Jahren war er bekannt für sein Jazz-Trio Alive and Well mit Jerry Granelli und Skip Beckwith. Er spielte außerdem mit dem Benghazi Saxophone Quartet, im Palmer/Simons Duo, Paul Cram Orchestra und im Scott Macmillan Eleventet.
Don Palmer ist nicht mit dem gleichnamigen amerikanischen Geiger Donald „Don“ Palmer zu verwechseln.

## Diskographische Hinweise
- Alive and Well: In Concert (Unity, 1992)
- Alive and Well: Way Out East (Perimeter Records, 2000)